# Acheron: Part II
"Acheron: Part II" é o segundo episódio da décima primeira temporada da série de televisão de terror pós-apocalíptico The Walking Dead. O segundo de uma estreia em duas partes, o episódio foi escrito pelos showrunners Angela Kang e Jim Barnes, e dirigido por Kevin Dowling. No Brasil, o episódio foi lançado juntamente com o lançamento da plataforma de streaming do Star+ em 31 de agosto de 2021.
No episódio, continuando de onde o episódio anterior parou, o grupo liderado por Maggie (Lauren Cohan) está preso dentro de um vagão subterrâneo cercado por zumbis à espreita. Com muito pouca munição e energia restante, o grupo deve se preparar, pois os mortos-vivos encontraram um caminho para dentro do trem do metrô. Em outro lugar, Yumiko (Eleanor Matsuura) desafia o processo no posto avançado de Commonwealth, que ameaça o futuro dela e de Eugene (Josh McDermitt), Ezekiel (Khary Payton) e Princesa (Paola Lázaro).
O episódio recebeu críticas geralmente positivas dos críticos, com muitos comentando que dividir o episódio em duas partes parecia desnecessário.

## Enredo
Debaixo do vagão do metrô, Maggie (Lauren Cohan) se esquiva de um zumbi e atira em sua cabeça. Ela tenta escapar subindo a escada do vagão do metrô, mas é arrastada para baixo, cercada e enterrada sob uma pilha de zumbis. Dentro do vagão do metrô, uma escotilha se abre; os membros restantes do grupo caem enquanto alguns zumbis de fora agarram as janelas, cercando o já claustrofóbico vagão do metrô. Gabriel (Seth Gilliam) pergunta sobre o paradeiro de Maggie e é informado por Negan (Jeffrey Dean Morgan) que ela estava bem atrás dele, omitindo o fato de que ele a deixou para trás para morrer; o grupo então ouve o plano de Gabriel sobre como escapar. Ao mesmo tempo, Daryl (Norman Reedus) abre caminho através de uma parede de túnel com o Cachorro; sua lanterna ilumina o que costumava ser um abrigo improvisado para os sem-teto. De repente, o grito de um homem ecoa pelos túneis, fazendo com que o Cachorro saia correndo; Daryl segue os latidos do Cachorro à distância e rasteja por um esgoto lamacento.
De volta ao vagão do metrô, o grupo segue em frente e ouve batidas vindas de baixo. Uma escotilha no chão é aberta e Maggie sobe, revelando que ela ainda está viva. Maggie então encara Negan e o chicoteia no rosto com sua arma. Ela então revela o que Negan fez a ela, mas Negan afirma que não deixou Maggie morrer, rejeitando sua acusação e explica por que ele fez o que fez; Duncan (Marcus Lewis) imobiliza Negan violentamente contra a parede. Antes que Maggie pudesse tomar uma decisão sobre Negan, eles são interrompidos: é Gage (Jackson Pace), que havia anteriormente abandonado o grupo, fugindo com Roy (C. Thomas Howell) e seus suprimentos depois Negan acusou Maggie de liderar o grupo em uma marcha da morte. Batendo na porta e implorando por ajuda, Gage explica que ele e Roy se separaram nos túneis cheios de zumbis, mas conseguiram abrir uma porta na outra extremidade do trem; no entanto, alguns zumbis filtram-se atrás de Gage, que não fechou a porta atrás dele. Negan e Duncan tentam arrancar a porta, mas Maggie avisa a todos que se eles abrem, todos os zumbis entrarão e eles não terão a munição suficiente para retirá-los. Gage então pede desculpas desesperadamente e implora a Maggie por outra chance, mas ela se recusa, insistindo em sua reivindicação anterior. Seu medo então dá lugar à raiva e chama Maggie de "mentirosa", e retira um par de facas e se esfaqueia duas vezes no coração. Gage é então devorado pelo bando de zumbis; o grupo só pode assistir. Quando Gage, agora zumbificado, mais tarde bate contra o vidro do vagão do metrô, Gabriel comenta que Gage era um "covarde". Alden (Callan McAuliffe) então argumenta que Gage estava com medo e não merecia morrer assim. Maggie então diz que existem maneiras piores de morrer e conta uma história de seu tempo sozinha com Hershel de uma maneira pior de morrer do que Gage.
Enquanto isso, Daryl continua seu longo e claustrofóbico rastejar pelo esgoto, eliminando os zumbis no processo. Ele logo encontra uma trilha de sangue e descobre Roy vivo, mas parecendo meio morto, pedindo ajuda a Daryl. Lá dentro, Duncan e Frost (Glenn Stanton) forçam a abertura da dobradiça da porta, mas a porta do próximo vagão está bloqueada por um assento sem saída. Eventualmente, a pressão de Gage e outros zumbis faz com que a porta que separa os dois vagões comece a descer. A porta logo quebra e o Gage zumbificado conduz o rebanho pela porta. Gabriel rapidamente atira na cabeça de Gage com uma espingarda, colocando ele e os dois zumbis atrás dele no chão; Daryl ouve tiros e sai correndo. A tripulação se reveza atirando nos zumbis e também atingindo-os com flechas na cabeça. Ainda mais zumbis avançam conforme dezenas chegam de ambos os lados. Durante isso, Maggie entrega a Negan uma arma; ele aceita sem dizer uma palavra. Daryl logo entra no final do outro metrô e se esgueira na parte de trás da mochila. Ele se move através do trem e executa os zumbis com uma arma, abrindo caminho através do resto e abre a porta, libertando os sobreviventes presos. Daryl então faz uma gavagem com uma granada em um zumbi, chuta-o para baixo, empurra a porta e se protege; os zumbis explodem no carro anterior. Em seguida, a equipe se reagrupa na saída dos túneis do metrô; Negan devolve a arma para Maggie. Antes de continuarem, Maggie decide fazer um desvio para Arbor Hills. Ela explica que tem um depósito de suprimentos oculto de munição, comida e armas; eles estão desligados.
A centenas de quilômetros de distância, Yumiko (Eleanor Matsuura) mantém uma reunião silenciosa com Eugene (Josh McDermitt) e Princesa (Paola Lázaro) no centro de detenção de Commonwealth; no entanto, Ezekiel (Khary Payton) se foi. Yumiko está convencida de que Commonwealth é real depois de encontrar uma mensagem de seu irmão há muito tempo perdido, Tomi, no quadro de avisos de fotos com pessoas desaparecidas chamado de "Mural dos Perdidos". Mais tarde, no modo advogada, Yumiko avalia os auditores de Commonwealth. Ela explica que era uma advogada de defesa criminal antes do apocalipse e tem motivos para acreditar que seu irmão está morando em Commonwealth e procurando por ela; ela solicita um processamento acelerado para seu grupo. Eugene é mais tarde levado a uma sala para mais questionamentos pelo General Mercer (Michael James Shaw) e um auditor. Trêmulo e com os nervos em frangalhos, Eugene é intimidado por Mercer, que exige a verdade para duas perguntas: "Onde fica o seu assentamento?" e "Por que você estava naquela estação de trem?" Eugene continua a dizer a verdade, desmoronando no processo. Depois, à luz do dia, uma carroça transporta Eugene encapuzado para um vagão. Ele logo tira o capuz e é saudado por seus amigos, incluindo Ezekiel. Mercer entra e uma secretária entrega a ele um pedaço de papel. Ele então diz ao grupo que eles completaram com sucesso o processamento inicial e serão escoltados para orientação por um policial, e os dá as boas-vindas à Commonwealth. Uma mulher (Chelle Ramos) então entra e pergunta por Eugene; ele levanta a mão. A mulher se apresenta como Stephanie.
De volta à estrada, os viajantes cansados são parados em seu caminho por uma visão horrível: dezenas de corpos amarrados pelos tornozelos e pendurados em árvores à beira da estrada. Um raio atinge de repente Roy no rosto, matando-o instantaneamente. Uma arma com lâmina é então arremessada da escuridão, atingindo Cole (James Devoti) na coxa. O grupo imediatamente foge para se proteger e se dispersar na floresta enquanto mais raios e outros projéteis vêm voando da escuridão; um grupo de Ceifadores se revelam.

## Produção
O título do episódio, "Acheron", refere-se a um dos rios na mitologia grega que dizem fluir através do submundo. O "Acheron" também é às vezes chamado de rio da dor ou aflição. É também um rio real na Grécia, Itália.
Este episódio marca a última aparição de Gage (Jackson Pace) e Roy (C. Thomas Howell). Ambos estavam na série desde a nona temporada, aparecendo juntos pela primeira vez no episódio "Stradivarius".

## Recepção

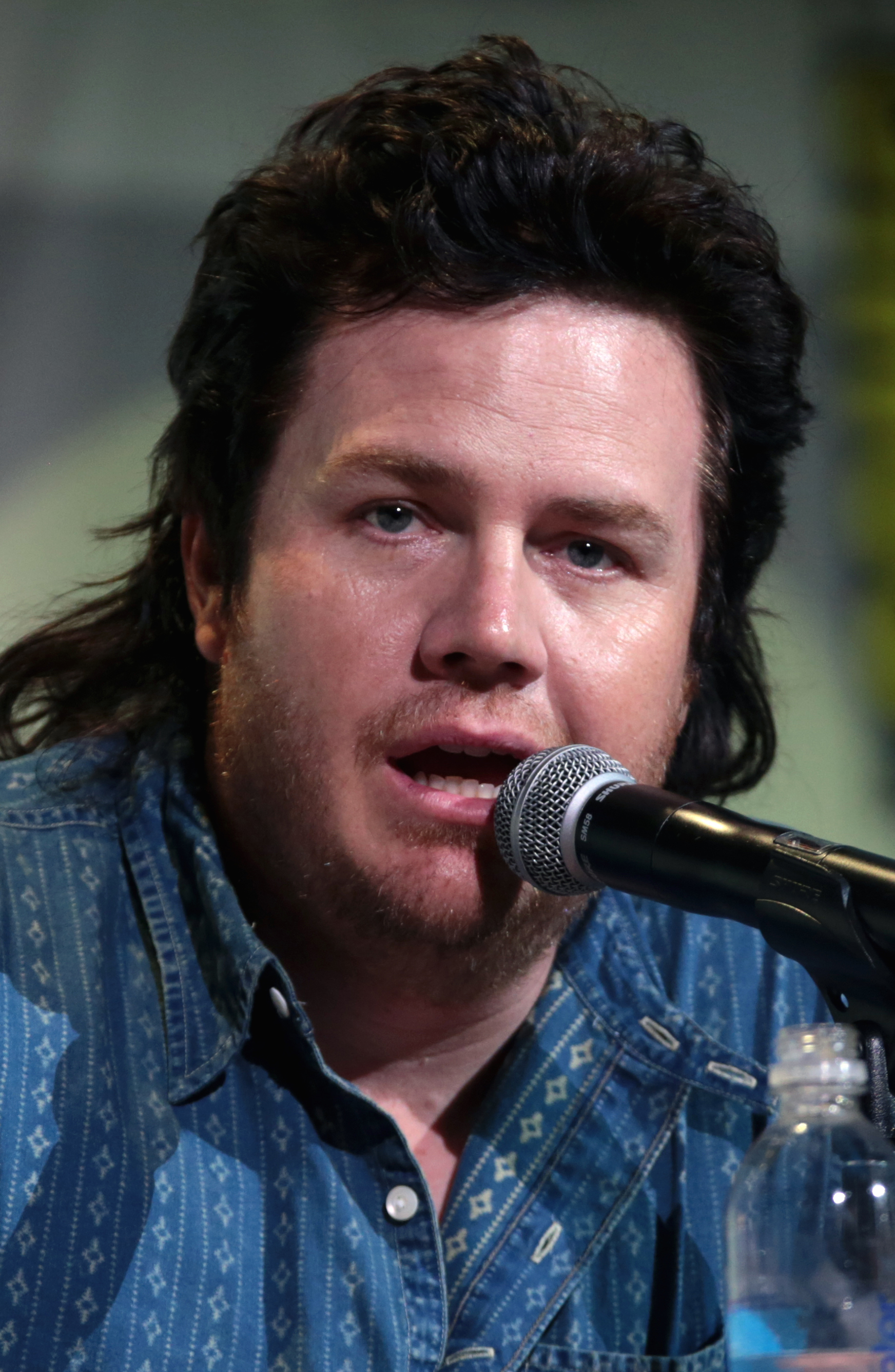
Josh McDermitt (Eugene Porter) foi elogiado por sua atuação no episódio.

### Crítica
Acheron: Part II recebeu críticas medianas. No Rotten Tomatoes, o episódio teve uma taxa de aprovação de 91%, com uma pontuação média de 7.90 de 10, com base em 11 avaliações. O consenso crítico do site diz: "Maggie entra no lado sombrio em um episódio tenso que apresenta uma cena estonteante em um trem e tons intrigantes de cinza moral."
Ron Hogan de Den of Geek deu ao episódio 4 de 5 estrelas, escrevendo que, "A segunda parte do episódio de Jim Dowling funciona bem porque é muito bem feita na primeira metade." Hogan elogiou a direção do episódio por Dowling, a atuação de McDermitt como Eugene e o desenvolvimento do personagem de Negan. 
Erik Kain da Forbes disse que "gostou muito do episódio", mas novamente criticou a decisão de dividir o episódio em duas partes. Kain acrescentou que "Acho que nós, espectadores, apreciaríamos um pouco mais de controle de qualidade no departamento de roteiro, é tudo o que estou dizendo."
Alex McLevy de The A.V. Club elogiou o desenvolvimento do personagem de Negan e escreveu que a decisão de Negan de deixar Maggie para morrer parecia fiel a seu personagem, embora achasse que algumas cenas com a Commonwealth eram cansativas e que o discurso e colapso de Eugene "pareciam terrivelmente exagerados".
Zach Marsh de Filmspeak deu ao episódio um B+, afirmando, "Correndo para fora da esquina a estréia da temporada se pintou, The Walking Dead desta semana serve como um lembrete dos pontos fortes da série."

### Audiência
O episódio teve um total de 1.99 milhões de espectadores em sua exibição original na AMC na faixa de 18-49 anos de idade. Apresenta diminuição de 0.23 pontos de audiência em relação ao episódio anterior.